# Banc de Bilbao (Reus)
El Banc de Bilbao és un edifici de Reus (Baix Camp) inclòs en l'Inventari del Patrimoni Arquitectònic de Catalunya.

## Descripció
És un edifici de planta baixa i cinc pisos situat a la plaça de Prim número 10, que fa cantonada amb el carrer de Sant Llorenç. Destaca de l'edifici la capacitat i la voluntat per recuperar l'escala de la plaça, que té (o tenia) tres alçades a tot l'entorn, a través de la producció de tres cossos en la façana de l'edifici que arriben a configurar tres cossos exempts i superposats. Les obertures del cos principal són més grosses, i tenen balconades, igual que les del darrere, però no les del cos del mig, cosa que fa encara més evident la intenció del projectista de rebaixar l'alçada de l'edifici. És el millor element arquitectònic local representatiu de l'estil de transició de la postguerra, amb un aire monumentalista postclàssic i postmodern. L'arquitecte va ser Eugeni Pere Cendoya.

## Història
En aquest mateix solar hi va haver l'Hotel Continental o París Continental, que va acabar les activitats el 1947, i també l'anomenada Casa Comas. L'arquitecte Pau Monguió i Segura va intervenir en el projecte de construcció de l'hotel el 1907, que es va inaugurar el 1908.

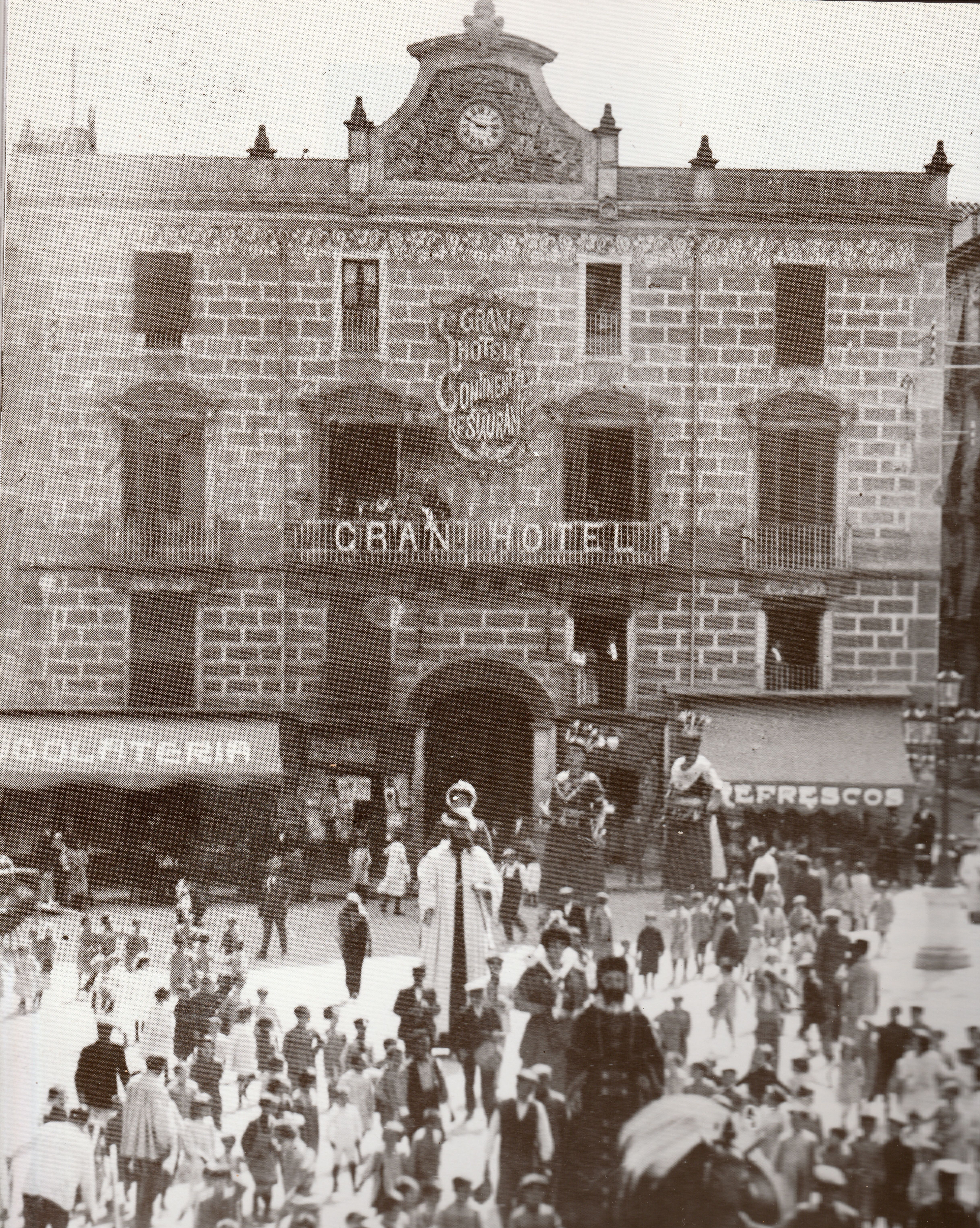
Imatge de l'Hotel Continental, que ocupava el lloc del Banc de Bilbao, el dia de Sant Pere de 1910 a la plaça de Prim